# Dalmàcia
Dalmàcia és una regió dels Balcans que s'estén del nord-oest al sud-oest de la costa de la mar Adriàtica. Políticament, forma part de Croàcia menys un petit port (Neum), que pertany a Bòsnia i Hercegovina.

## Geografia
Ocupa una superfície aproximada de 12 000km² que s'estén per una franja de terra que compren la zona vertical des dels Alps Dinàrics fins a la costa de la mar Adriàtica, la que es sumen un conjunt d'illes paral·leles a la costa (arxipèlag dàlmata). La majoria de la població es concentra al litoral peninsular. La capital de la regió se situa a la ciutat portuària de Split. Altres ciutats, també ports importants son Dubrovnik i Zadar. Històricament, la península d'Istra es considera també part de Dalmàcia, així com la costa d'Albània fins a la ciutat costanera de Kotor, coneguda antigament com l'Albània veneciana.
Dalmàcia es va dividir posteriorment en tres parts. La primera quedant en mans de la ciutat de Venècia, la segona va passar a domini dels otomans, i, en la tercera es va erigir la República de Ragusa, amb capital a la ciutat de Ragusa (nom italià de Dubrovnik).

## Història
Antigament, Dalmàcia va estar poblada per il·liris, i va acollir diverses colònies gregues. En aquella època, Dalmàcia formava un Estat poderós, que a partir de l'any 229 aC va passar a formar part de l'Imperi Romà. Amb la caiguda de l'imperi d'Occident, Dalmàcia fou conquerida successivament pels hèruls, ostrogots i finalment va ser incorporada a l'Imperi Romà d'Orient.
Tanmateix, amb el temps, els dàlmates, així com els croats de la zona, van anar guanyant autonomia i van començar a practicar la pirateria, cosa que va provocar una invasió veneciana, que va durar, en major o menor grau d'autonomia fins a l'annexió en el Regne Napoleònic d'Itàlia.
Després de la caiguda de l'imperi napoleònic, la regió va ser incorporada per l'Imperi Austrohongarès, fins al final de la I Guerra Mundial. Un cop acabat el conflicte bèl·lic, la regió es va partir entre Itàlia (les ciutats d'Istra, Zadar i les illes del Nord) i Iugoslàvia (la resta). Durant la II Guerra Mundial, Itàlia va conquerir la major part de Dalmàcia, la Governació de Dalmàcia (Gobiernatorado de Dalmacia), fins al moment de la rendició italiana davant els Aliats.
Posteriorment, tota Dalmàcia fou incorporada a Iugoslàvia fins a la seva desintegració, moment en el qual es va constituir com una de les regions de Croàcia. Tanmateix, un petita part de la zona pertany a Montenegro, i una altra a Bòsnia, bastió heretat dels temps de l'ocupació otomana.

## Clima
El clima és mediterrani.

## Economia
L'activitat econòmica principal n'és el turisme i l'agricultura i ramaderia, amb algunes indústries a les grans ciutats (construcció naval, siderúrgia, química i construcció).

## Muntanyes (més de 1.500 m)
- Bukovica
- Svilaja
- Biokovo
- Mosor

## Illes de la costa
- Mljet
- Korčula
- Brač
- Lastovo
- Hvar
- Solta
- Vis
- Krk
- Rab
- Cres
- Unije
- Lošinj
- Silba
- Pag
- Dugi
- Ugljan
- Pašman
- Kornati

## Penínsules
- Pelješac

## Rius
- Neretva

## Ciutats
- Split (Spalato)
- Dubrovnik (Ragusa)
- Zadar (Zara)
- Šibenik (Sebenico)
- Synodium
- Senj
- Knin
- Sinj

## Població
La major part de la població és croata, amb menys d'un 10% de bosnians.

## La llengua dàlmata
La llengua històrica del territori és el dàlmata, llengua romànica del grup oriental (juntament amb l'italià i el romanès) i extinta completament a finals del segle xix, quan el seu últim coneixedor (un sagristà anomenat Tuone Udaina) va morir interrompent dràsticament el treball del doctor torinès Matteo Bartoli, el més gran estudiós d'aquesta llengua. En el seu dia, fou la llengua de la talassocràcia de la República de Ragusa, però aviat fou absorbit pel venecià i el serbocroat. En conservem alguns documents. Amb tot, es tracta probablement de la més enigmàtica de les llengües romàniques.

## Història
La regió fou poblada per tribus il·líriques (liburns, dàlmates) que, el segle iv aC, van rebre influències hel·lèniques, i se n'establiren a la costa algunes colònies (Isso, Salona…).
Amb l'emperador Octavi August, la regió va passar a Roma i Dioclecià va formar les províncies de Dalmatia i Praevaliana. A la caiguda de l'imperi el 460 (o abans), la regió va passar a l'imperi oriental. Després de les incursions dels àvars (segle vi), van venir els eslaus (croats) al segle vii.
Des del 1420 al 1797, la regió va ser principalment un domini de la República de Venècia, i després domini austríac (1797-1808). El 1808, va passar a França i va formar els departaments de les províncies il·líriques fins al 1814, en què va tornar a Àustria i va constituir una província. El 1918, va integrar-se en el Regne dels Serbis, Croats i Eslovens que després fou Iugoslàvia. El 1940, va passar a l'estat independent Ústaixa de Croàcia (que incloïa Bòsnia), sota protecció italiana i, el 1943, fou ocupada pels alemanys. El 1944, alliberada pels partisans de Josip Broz Tito, va entrar a la Iugoslàvia socialista i va formar part de la República federada de Croàcia. El 1990, va quedar dins de la Croàcia independent.